# ALFA 24 HP (motore)
L'ALFA 24 HP era un motore aeronautico a 6 cilindri in linea realizzato dall'ALFA, ovvero dalla casa automobilistica che in seguito sarebbe diventata Alfa Romeo, nel 1910. 

## Storia
Derivato da un motore automobilistico creato per equipaggiare un prototipo di una vettura biposto, fu adattato per essere utilizzato per motorizzare un biplano realizzato dal progettista Antonio Santoni assieme al meccanico Nino Franchini. È stato il primo motore aeronautico prodotto dalla casa automobilistica del Biscione.